# Wilne (rejon aleksandryjski)
Wilne (ukr. Вільне, do 2016 Swerdliwka, ukr. Свердлівка) – wieś na Ukrainie, w obwodzie kirowohradzkim, w rejonie aleksandryjskim, w hromadzie Switłowodśk. W 2001 liczyła 450 mieszkańców, spośród których 396 wskazało jako ojczysty język ukraiński, a 54 rosyjski.